# Krystofer Kolanos
Krystofer Stanley Kolanos (né le 27 juillet 1981 à Calgary, Alberta, au Canada) est un joueur canado-Polonais de hockey sur glace.

## Carrière de joueur
Après sa carrière universitaire où il gagna le championnat national avec le Boston College, il se joignit aux Coyotes de Phoenix qui l'avait repêché en 2000. Lors de la saison 2002-2003, il manqua la majorité de la saison en raison d'une blessure à la tête subie le 20 mars 2002 dans une partie contre les Penguins de Pittsburgh. Il joua 3 saisons avant le lockout de la Ligue nationale de hockey en 2004-2005. Durant cette saison, il joua en Finlande et en Allemagne. Il revint en Amérique du Nord pour la saison 2005-2006, y jouant la majorité de la saison dans la Ligue américaine de hockey. En cours de saison, il passa des Coyotes aux Oilers d'Edmonton, mais fut réclamé de nouveau par Phoenix un mois après. Quelque temps après, les Coyotes l'échangèrent aux Hurricanes de la Caroline qui s'en départirent en mars 2006 dans un échange avec les Penguins de Pittsburgh. En 2006-2007, il débuta la saison avec les Griffins de Grand Rapids avant d'aller terminer la saison en Suisse avec les Tigers de Langnau. Le 11 juillet 2008, il signe un contrat avec le Wild du Minnesota.
Au niveau international, il participa au Championnat du monde de hockey sur glace 2003 avec l'équipe du Canada, y remportant la médaille d'or.

## Statistiques
| Saison     | Équipe                            | Ligue      |     | Saison régulière | Saison régulière | Saison régulière | Saison régulière | Saison régulière |   | Séries éliminatoires | Séries éliminatoires | Séries éliminatoires | Séries éliminatoires | Séries éliminatoires |
| Saison     | Équipe                            | Ligue      | PJ  | B                | A                | Pts              | Pun              | PJ               | B | A                    | Pts                  | Pun                  |                      |                      |
| 1996-1997  | Flames Jr. de Calgary             | AAHA       | 24  | 24               | 35               | 59               | -                | -                | - | -                    | -                    |                      |                      |                      |
| 1997-1998  | Buffaloes de Calgary              | AMHL       | 34  | 34               | 43               | 77               | 29               | -                | - | -                    | -                    | -                    |                      |                      |
| 1998-1999  | Royals de Calgary                 | AJHL       | 58  | 43               | 67               | 110              | 98               | -                | - | -                    | -                    | -                    |                      |                      |
| 1999-2000  | Eagles du Collège de Boston       | NCAA       | 42  | 16               | 16               | 32               | 50               | -                | - | -                    | -                    | -                    |                      |                      |
| 2000-2001  | Eagles du Collège de Boston       | NCAA       | 41  | 25               | 25               | 50               | 54               | -                | - | -                    | -                    | -                    |                      |                      |
| 2001-2002  | Coyotes de Phoenix                | LNH        | 57  | 11               | 11               | 22               | 48               | 2                | 0 | 0                    | 0                    | 6                    |                      |                      |
| 2002-2003  | Coyotes de Phoenix                | LNH        | 2   | 0                | 0                | 0                | 0                | -                | - | -                    | -                    | -                    |                      |                      |
| 2003-2004  | Falcons de Springfield            | LAH        | 32  | 10               | 11               | 21               | 38               | -                | - | -                    | -                    | -                    |                      |                      |
| 2003-2004  | Coyotes de Phoenix                | LNH        | 41  | 4                | 6                | 10               | 24               | -                | - | -                    | -                    | -                    |                      |                      |
| 2004-2005  | Blues de Espoo                    | SM-Liiga   | 15  | 7                | 9                | 16               | 40               | -                | - | -                    | -                    | -                    |                      |                      |
| 2004-2005  | Krefeld Pinguine                  | DEL        | 7   | 3                | 2                | 5                | 16               | -                | - | -                    | -                    | -                    |                      |                      |
| 2005-2006  | Rampage de San Antonio            | LAH        | 3   | 0                | 1                | 1                | 0                | -                | - | -                    | -                    | -                    |                      |                      |
| 2005-2006  | Lock Monsters de Lowell           | LAH        | 19  | 10               | 11               | 21               | 40               | -                | - | -                    | -                    | -                    |                      |                      |
| 2005-2006  | Penguins de Wilkes-Barre/Scranton | LAH        | 18  | 10               | 8                | 18               | 19               | 11               | 2 | 0                    | 2                    | 16                   |                      |                      |
| 2005-2006  | Coyotes de Phoenix                | LNH        | 9   | 2                | 1                | 3                | 2                | -                | - | -                    | -                    | -                    |                      |                      |
| 2005-2006  | Oilers d'Edmonton                 | LNH        | 6   | 0                | 0                | 0                | 2                | -                | - | -                    | -                    | -                    |                      |                      |
| 2006-2007  | Griffins de Grand Rapids          | LAH        | 17  | 6                | 6                | 12               | 8                | -                | - | -                    | -                    | -                    |                      |                      |
| 2006-2007  | Tigers de Langnau                 | LNA        | 14  | 2                | 9                | 11               | 48               | -                | - | -                    | -                    | -                    |                      |                      |
| 2006-2007  | EV Zoug                           | LNA        | -   | -                | -                | -                | -                | 8                | 6 | 0                    | 6                    | 8                    |                      |                      |
| 2007-2008  | Flames de Quad City               | LAH        | 65  | 30               | 33               | 63               | 84               | -                | - | -                    | -                    | -                    |                      |                      |
| 2008-2009  | Aeros de Houston                  | LAH        | 45  | 31               | 20               | 51               | 42               | 18               | 6 | 8                    | 14                   | 18                   |                      |                      |
| 2008-2009  | Wild du Minnesota                 | LNH        | 21  | 3                | 3                | 6                | 16               | -                | - | -                    | -                    | -                    |                      |                      |
| 2009-2010  | Phantoms de l'Adirondack          | LAH        | 27  | 9                | 6                | 15               | 22               | -                | - | -                    | -                    | -                    |                      |                      |
| 2011-2012  | Flames de Calgary                 | LNH        | 13  | 0                | 1                | 1                | 2                | -                | - | -                    | -                    | -                    |                      |                      |
| 2011-2012  | Heat d'Abbotsford                 | LAH        | 47  | 30               | 31               | 61               | 47               | -                | - | -                    | -                    | -                    |                      |                      |
| 2012-2013  | Heat d'Abbotsford                 | LAH        | 53  | 18               | 22               | 40               | 63               | -                | - | -                    | -                    | -                    |                      |                      |
| 2013-2014  | Torpedo Nijni Novgorod            | KHL        | 3   | 0                | 0                | 0                | 16               | 5                | 1 | 0                    | 1                    | 4                    |                      |                      |
| 2014-2015  | KHL Medveščak                     | KHL        | 6   | 3                | 2                | 5                | 2                | -                | - | -                    | -                    | -                    |                      |                      |
| 2016-2017  | Starbulls Rosenheim               | DEL2       | 7   | 1                | 2                | 3                | 39               | -                | - | -                    | -                    | -                    |                      |                      |
| 2016-2017  | HC Asiago                         | AlpsHL     | 9   | 14               | 8                | 22               | 16               | -                | - | -                    | -                    | -                    |                      |                      |
| 2017-2018  | SG Cortina                        | AlpsHL     | 7   | 10               | 4                | 14               | 6                | -                | - | -                    | -                    | -                    |                      |                      |
| Totaux LNH | Totaux LNH                        | Totaux LNH | 149 | 20               | 22               | 42               | 94               | 2                | 0 | 0                    | 0                    | 6                    |                      |                      |

### Statistiques en équipe nationale
| Année | Compétition |   | PJ | B | A | Pts | Pun           |  | Résultats |
| 2003  | CdM         | 9 | 0  | 1 | 1 | 6   | Médaille d'or |  |           |

### Équipes d'étoiles et Trophées
- 1999 : nommé dans la 1re équipe d'étoiles de la Alberta Junior Hockey League.
- 1999 : recrue de l'année dans la AJHL.
- 2000 : recrue de l'année dans la Hockey East.
- 2001 : nommé dans la 2e équipe d'étoiles de la Hockey East.
- 2001 : nommé dans la 2e équipe d'étoiles américaine de l'est de la National Collegiate Athletic Association.
- 2001 : nommé dans l'équipe d'étoiles du tournoi du championnat de la NCAA.

### Transactions en carrière
- 11 novembre 2005 : réclamé au ballotage par les Oilers d'Edmonton des Coyotes de Phoenix.
- 19 décembre 2005 : réclamé au ballotage par les Coyotes de Phoenix des Oilers d'Edmonton.
- 28 décembre 2005 : échangé aux Hurricanes de la Caroline par les Coyotes de Phoenix pour Pavel Brendl.
- 9 mars 2006 : échangé aux Penguins de Pittsburgh par les Hurricanes de la Caroline avec Niklas Nordgren contre le choix de 2e rounde de la Caroline (par la suite échangé aux Sharks de San José) lors du Repêchage d'entrée dans la LNH 2007 pour Mark Recchi.
- 15 juillet 2006 : signe un contrat comme agent-libre avec les Red Wings de Détroit.